# 杉原夕紀
杉原 夕紀（すぎはら ゆき、5月27日 - )は、日本の女性声優、女優。福島県出身。血液型はO型。アーティストクルー所属。

## 出演作品

### アニメ
- 長編アニメーション　算法少女　（中根うた）

### WEB
- クレジットカードコレクション クレコレ　登場キャラクター担当

### アプリ
- ブレイブダイアリー　（紋章の精霊キャロル/他多数）
- バトって！オトギ戦争　（アマテラス）
- 軍神召喚アークナイツ （ニャルラトホテプ）
- GOLFな日 auスマートパス版　音声アシスト　（青木凛）
- 声優+plus　新人声優枠
- アストロ娘　２キャラ担当

### ゲーム
- スケ雀刑事 （篠田喜美/ハディージャ・ビント・サバーハ）
- PCゲーム　記憶ノカケラ （ねこ/ED曲担当）
- PCゲーム　「吹奏ガールズ」 「吹奏ガールズ２」 （亀山亀子/亀山鶴子）

### 映画
- 江東区亀戸地域活性化DIプロジェクト 「おそろい」　（病院受付係）

### TV
- フルタチさん（フジテレビ系） VTR出演
- 痛快TV スカッとジャパン（フジテレビ系） VTR出演　多数
- 林先生が驚く初耳学!（TBSテレビ系） VTR出演
- 恋がヘタでも生きてます（日本テレビ系）　イベント会場客
- でも、結婚したい！～BL漫画家のこじらせ婚活記～（フジテレビ系）
- そして、誰もいなくなった（日本テレビ系） 婦人警官

### WEBドラマ
- 踊る大空港　（スカイマーク社員）